# Bedřich Wachsmann
Bedřich Wachsmann (24. května 1820 Litoměřice – 27. února 1897 Praha) byl německy mluvící český malíř, architekt, designér a restaurátor.

## Život
Narodil se jako Friedrich Wachsmann, sedmý z 10 dětí (pátý z osmi synů), v rodině právníka a kriminálního rady Josefa Wachsmanna (1775 Praha – 1836 Pelhřimov) a jeho ženy Anny, oba rodiče pocházeli z Prahy. Vystudoval nižší gymnázium a reálku v Litoměřicích. V tamním grafickém závodě G. W. Medaua se vyučil grafickým technikám. V roce 1840 odešel na malířskou akademii do Lipska, později do Drážďan a do Prahy. Vedle studia se živil litografickými pracemi, v Praze také portrétoval technikami litografie či malby miniatur. Roku 1848 přesídlil do Innsbrucku, kde rok a půl maloval krajiny. Jeho dalším působištěm byl Mnichov, kde se proslavil tak, že místní umělecká beseda pět let po sobě kupovala jeho obrazy. Byl vyhledávaný i jako učitel a dosáhl úspěchu i na výstavách v Salcburku, Linci, Vídni a Praze. Uskutečnil také cesty do Tyrolska, severní Itálie a Francie.
Na podzim 1854 se vrátil do Prahy. Pracoval často pro církev, k jeho objednavatelům patřili například pražští arcibiskupové Bedřich Schwarzenberg, kardinál František Schönborn (zakázky pro oltáře katedrály sv. Víta a pro Arcibiskupský palác), nebo karlštejnský děkan. Dále pracoval pro různé šlechtické rodiny i pro císařskou rodinu Habsburků (kaple sv. Kříže na Pražském hradě – pro císaře Františka Josefa I., zámecká kaple a interiéry v Brandýse nad Labem – pro arcivévodu toskánského Ludvíka Salvátora).

## Rodina
Jeho prasynovci byli herec Jiří Voskovec a malíř Alois Wachsman, synovci malíř prof. Bedřich Wachsmann (1871–1944) a rakouský malíř Julius Wachsmann (1866–1936).

## Dílo
Maloval akvarely, kvaše i olejomalby, kreslil ornamenty a návrhy na uměleckořemeslné předměty (nábytek, nářadí, náčiní), ale také na pomníky. Spolu s Petrem Maixnerem restauroval gotické nástěnné malby na hradě Zvíkově.
Vytvořil figurální kresby podle soch na Karlově mostě.
Další díla:
- Vjezd prvního vlaku do pražského nádraží (nyní Masarykova) 20. srpna 1845[8]
- Pohledy na Červený hrádek pro hraběnku Buquoyovou (1856–57)[5]
- Čtrnáct akvarelů z křivoklátského panství pro Maxe Fürstenberga (1860–61)[5]
- Výzdoba oltářů karlínského kostela (1863–68)[5]
- Rekonstrukce Kaple svatého Kříže na Pražském hradě – návrhy na dekorativní výzdobu interiérů v neorománském stylu (1868–69)[5]
- Výzdoba piaristického kostela v Nepomuku[5]
- Zámecká kaple v Dymokurech (1870–71)[5]
- Pohled na Zálezly, akvarel, 1878
- Pohled na Vlašský dvůr v Kutné Hoře, akvarel, 1881 [9]
- Rekonstrukce kaple v Arcibiskupském paláci v Praze[5]
- Oprava zámku v Brandýse nad Labem[10]
- Návrh žezla rektora Karlo-Ferdinandovy univerzity v Praze (1883), provedl zlatník Jan Tengler.
- Návrh zámecké kaple v Dolních Břežanech (1887), zřejmě jeho nejzdařilejší dílo[11]
- projekt hřbitovní kaple Povýšení sv. Kříže v Přešticích[12]
- Množství ilustrací v časopisech, např. Světozor (po r. 1867) a Zlatá Praha (po r. 1884). Doplňoval je slovními popisy, ale výhradně v němčině, takže před uveřejněním musely být přeloženy do češtiny. Do časopisů přispíval i cestopisy, popisy starožitností a uměleckými posudky.[11] Spolu s dalšími umělci ilustroval i Ottův encyklopedický průvodce Čechy.[10]
- Návrh na výzdobu centra Prahy v roce 1881 (zřejmě v souvislosti s otevřením Národního divadla a návštěvy prince Rudolfa)[13]
- Návrhy zlatnických prací, zejména precios, svícnů a výrobků s českými granáty[13]

Byl oblíbený u české šlechty, především u Schwarzenbergů a Schönbornů, což mu umožnilo realizovat některé ze zmíněných zakázek. Od papeže Lva XIII. dostal za jednu z prací čestný kříž „Pro ecclesia et pontifice“. Jako člen delegace pražské obchodní komory se účastnil pařížské průmyslové výstavy. Byl i členem Umělecké besedy. Ačkoliv byl německého původu, byl pro své politické názory (podpora státoprávnich snah Českého království) i účast na kulturním životě považován současníky za českého umělce a vlastence. Zemřel náhle ve spánku, uprostřed práce na návrzích nábytku pro zámek v Brandýse nad Labem.

## Sbírka starožitností
Wachsmann nezanechal závěť. Jeho velká sbírka více než 600 uměleckých předmětů a starožitností obsahovala jak obrazy, sochy a grafiku, tak uměleckořemeslné předměty z kovů, keramiky, dřeva i textilu, také kolekci palných zbraní. Její největší soubor zakoupilo Františkovo muzeum v Brně, menší část včetně kresebných návrhů se dostala do Uměleckoprůmyslového muzea v Praze. Jednotliviny byly darovány či zakoupeny již za Wachsmannova života do Národního muzea v Praze, ale i do jiných sbírek, jak institucionálních, tak soukromých.

## Galerie

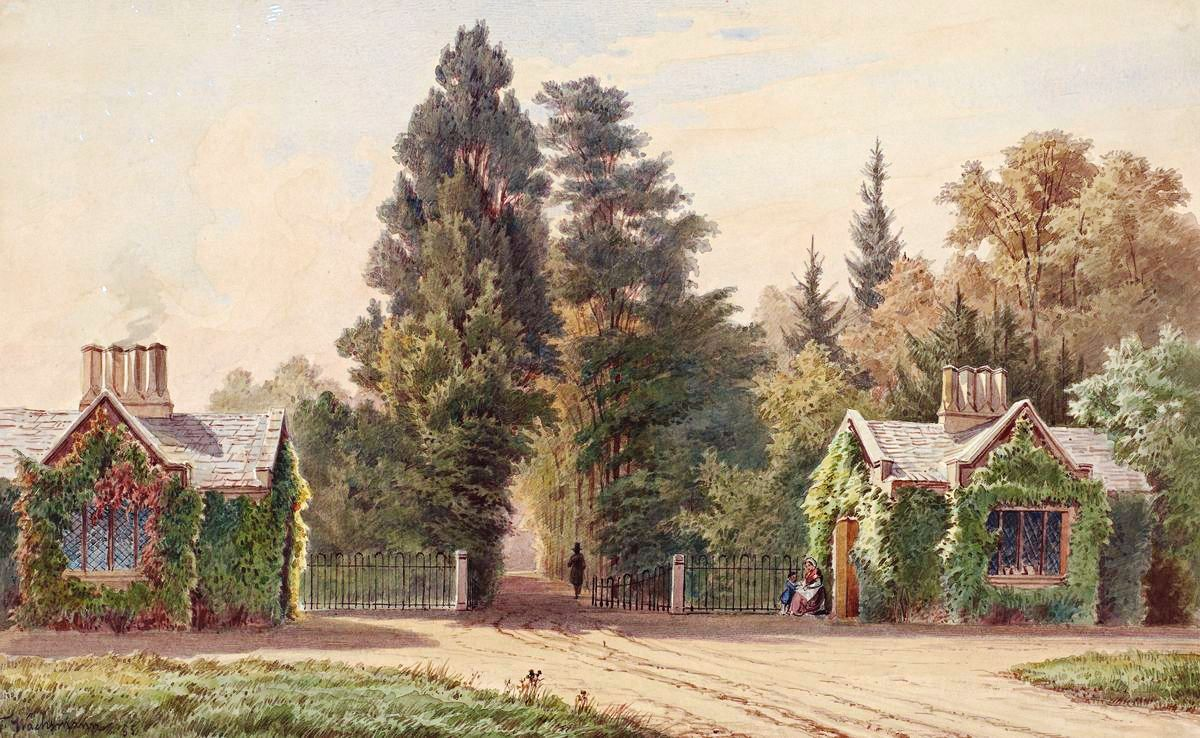
Bedřich Wachsmann – Vstupní domky aleje zámeckého parku v Červeném Hrádku (1855)
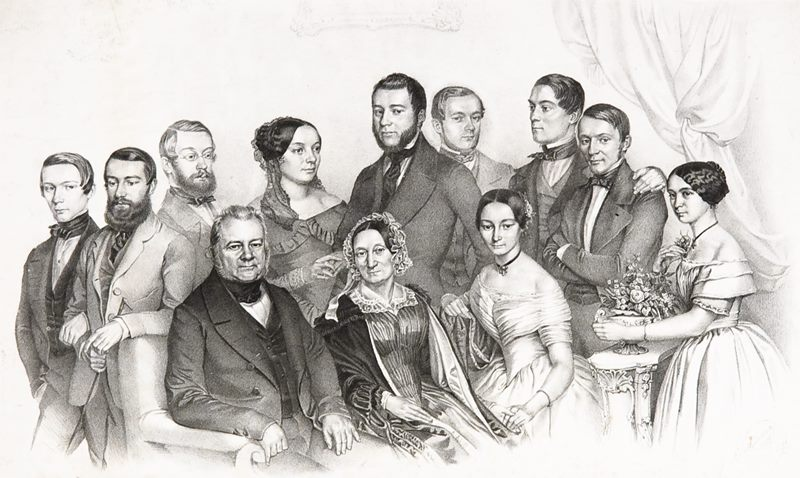
Bedřich Wachsmann – Obrozenci (1848)
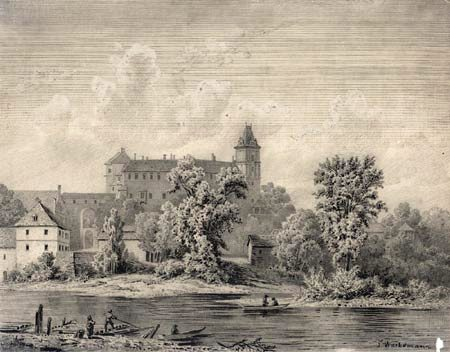
Bedřich Wachsmann – Kresba tuší na rastrovém papíře doplněná tužkou a bělobou
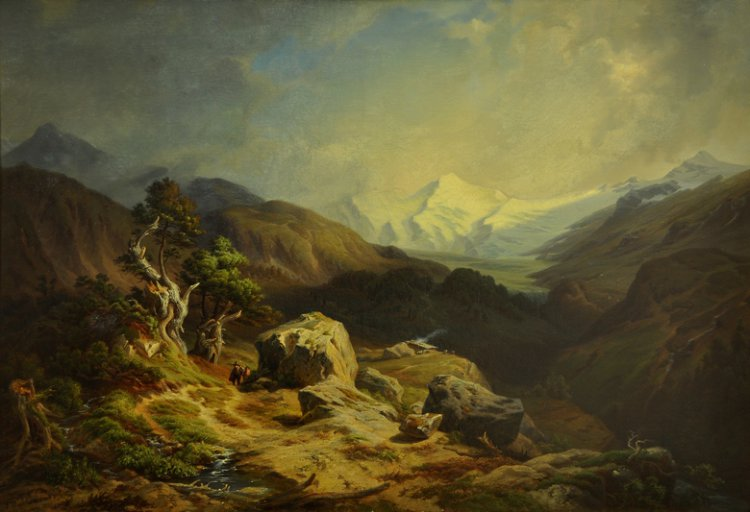
Bedřich Wachsmann – Horské zákoutí (1852)
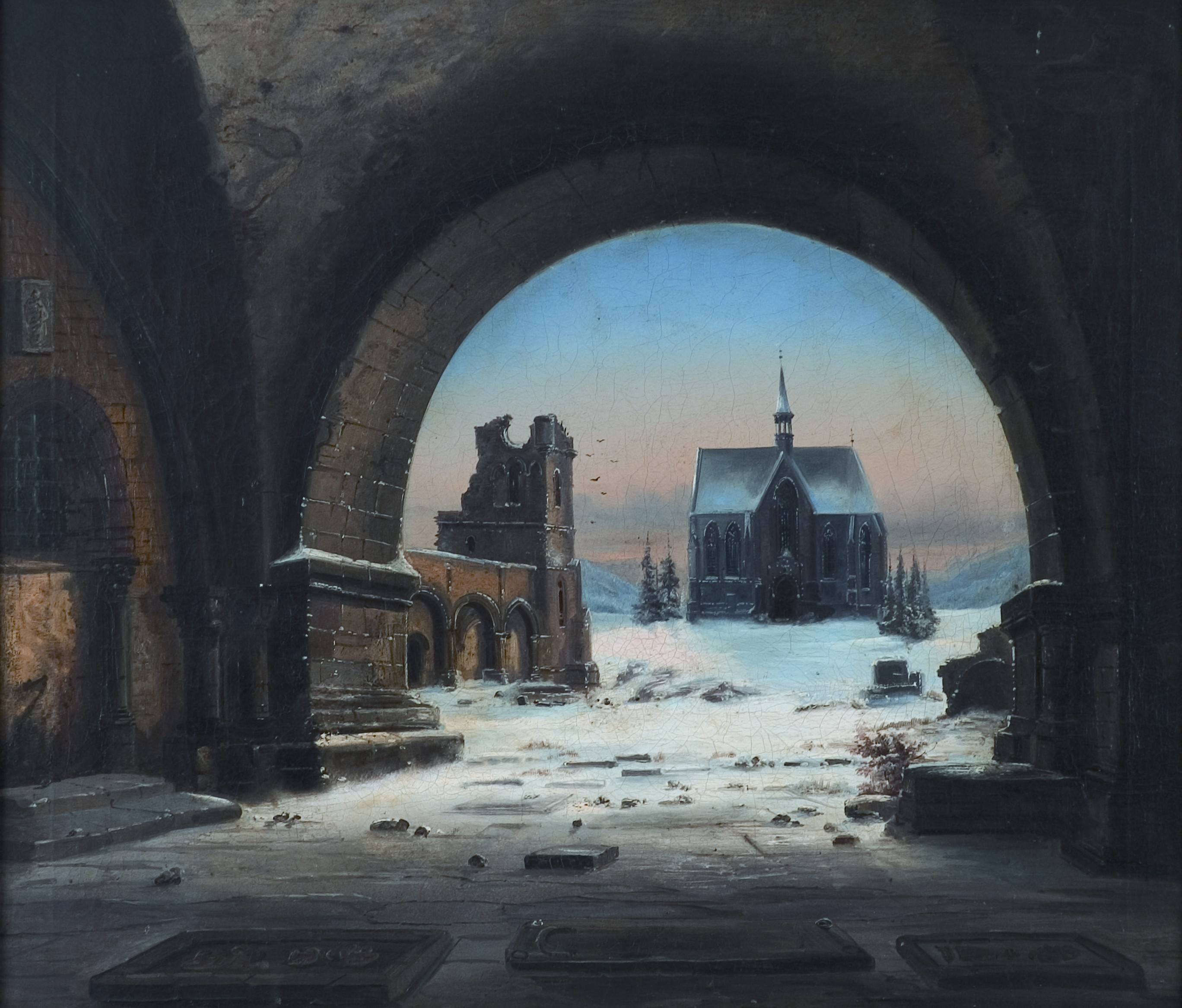
Bedřich Wachsmann – Architektura (19. stol.)